# Болеслав Вислоух
Болеслав Вислоух (пол. Bolesław Wysłouch; 22 листопада 1855, с. Соха (сучасне Залужжя, Берестейська область) — 13 вересня 1937, Львів) — польський громадський та політичний діяч, публіцист, видавець, інженер-хімік.

## Біографія
Народився 22 листопада 1855 року в с. Соха Дрогичинського повіту, Польща.
Закінчив Технологічний інститут у Санкт-Петербурзі. За участь у соціалістичному русі 1881—1884 років був ув'язнений. У 1885 році оселився у Львові. Став співвласником, а потім власником друкарні. Редагував та видавав у різні роки часописи «Przegląd Społeczny» (1886—1887), «Przyjaciel Ludu» (1889—1902), «Kurjer Lwowski» (1887—1919). Один з керівників польської селянської партії Галичини. У 1922 році обраний до Сенату Польщі.

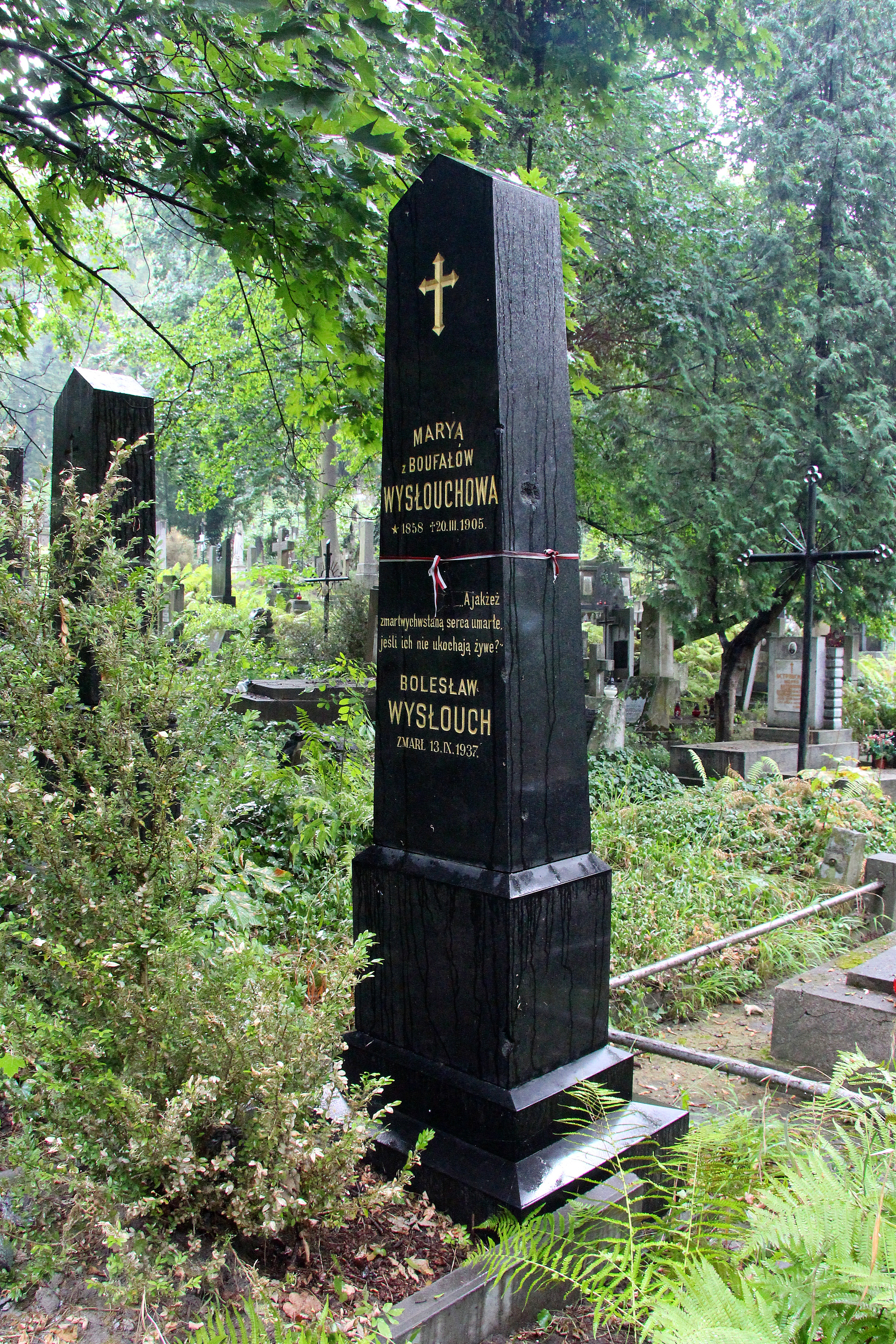
Надгробок на могилі Б. Вислоуха на Личаківському цвинтарі у Львові

Помер 13 вересня 1937 року у м. Львові. Похований на 13-му полі Личаківського цвинтаря.